# FLC Iceberg
Der Floorball Club Iceberg (ukrainisch Флорбольний клуб Айсберг, englisch Florbolnii Klub Aisberh), kurz FLC Iceberg, ist ein ukrainischer Floorballverein aus Luzk. Die erste Herrenmannschaft des FLC Iceberg spielt in der Wyschtscha Liha und konnte 2024/25 mit Rang drei die bisher beste Platzierung erreichen (2021 wurde man ebenfalls Dritter).